# Nilüfer Verdi
Nilüfer Ruacan Verdi (sinh năm 1956) là một nghệ sĩ piano jazz người Thổ Nhĩ Kỳ, đồng thời là nữ nghệ sĩ biểu diễn piano jazz đầu tiên tại quốc gia này.

## Cuộc sống cá nhân
Nilüfer Verdi được sinh ra trong một gia đình có truyền thống âm nhạc ở Istanbul vào năm 1956. Cha bà là Nejat Verdi, một nghệ sĩ chơi nhạc cụ bộ gõ có tổ tiên là người di cư từ đảo Crete, Mẹ bà, Liselotte "Lilo" Auer Verdi là một họa sĩ. Anh trai Murat Verdi của bà cũng là nghệ sĩ trống.
Verdi bắt đầu quan tâm đến âm nhạc từ khi con bé. Bà bắt đầu theo học piano cho đến những năm trung học. Sau khi theo học Özel Eseniş Lisesi, một trường trung học tư thục ở Arnavutköy, Istanbul, Verdi chuyển đến Hoa Kỳ để tiếp tục học âm nhạc trong đó có piano, hòa âm, biên soạn âm nhạc và sáng tác âm nhạc. Bà được học tại trường Juilliard ở thành phố New York, và được đào tạo bởi các nghệ sĩ piano nổi tiếng của Mỹ bao gồm Jack Reilly tại The New School ở Thành phố New York, và Ray Santisi, Bob Winter và Billie Pierce tại Đại học Âm nhạc Berklee ở Boston.
Verdi kết hôn với nghệ sĩ guitar jazz Neşet Ruacan ở thành phố New York năm 1978 sau khi họ gặp nhau ở Istanbul. Năm 1979, bà sinh người con trai duy nhất là Nedim Ruacan, người về sau trở thành nghệ sĩ bộ gõ. Bà ly hôn chồng vào năm 1999.

## Sự nghiệp
Theo một số nguồn tin, Nilüfer Verdi được xem là nữ nghệ sĩ biểu diễn piano jazz đầu tiên tại Thổ Nhĩ Kỳ. Bà đã biểu diễn với nhiều nhạc sĩ trong và ngoài nước tại các câu lạc bộ và lễ hội nhạc jazz ở Thổ Nhĩ Kỳ và cả nước ngoài, bao gồm cả Akbank, Yapı Kredi,  Bilsak, Boğaziçi, Kuşadası, Istanbul (2009), Afyonkarahisar (2007) và Houston, CanAm và Port Heron. Verdi cũng từng biểu diễn trong chuyến lưu diễn kéo dài 28 ngày ở Trung Quốc.
Năm 1997, Verdi phát hành album CD đầu tiên mang tên Mânâ, một album biểu diễn nhạc cụ jazz thông qua hãng thu âm Ada Müzik. Verdi đã sáng tác bảy trong số chín bản nhạc của album, trong đó bà thu âm piano với chồng mình là Neşet Ruacan chơi guitar, John Ormondon chơi guitar bass và Ari Hoenig chơi trống.
Album thứ hai của Verdi, İZhar được phát hành bởi A.K. Müzik vào năm 2007. Chín trong số mười tác phẩm là nhạc không lời trong khi tác phẩm cuối cùng của album "Unutmayın" được viết để tưởng nhớ sự ra đi của người cô ruột tên Nükhet Ruacan của con trai bà. Verdi chơi piano và cùng với Kamil Özler chơi guitar, Kağan Yıldız chơi contrebass và con trai bà Nedim Ruacan chơi trống. Album có một số bản phối khí bao gồm "Kara Toprak" của nhà thơ dân gian Thổ Nhĩ Kỳ şık Veysel (1894–1973), bản ballad năm 1938 "Prelude to a Kiss" của Duke Ellington, "Oggigiorno" của Franco Cerri và "Mrs. Waterlilly" của Kamil Özler.
Năm 2016, Verdi phát hành CD thứ ba, một album gồm sáu tác phẩm mang tên Knidost thông qua hãng thu âm Ada Müzik. Album có sự chuyển soạn của bà về âm nhạc dân gian Thổ Nhĩ Kỳ từ thể loại nhạc türküs từ vùng Tiểu Á, bao gồm Âşık Veysel và Neşet Ertaş (1938–2012) cũng như bài hát dân gian nổi tiếng của Istanbul "Kâtibim", được hát bởi Ülkü Aybala Sunat với Verdi trên phần đệm piano và Apostolos Sideris biểu diễn contrebass.
Verdi biểu diễn trong ban nhạc Nilüfer Verdi Jazz Trio của riêng bà sáng lập, bao gồm bản thân bà biểu diễn piano với Apostolos Sideris chơi bass và Turgut Alp Bekoğlu chơi trống.

## Ý tưởng bình đẳng giới
Nilüfer Verdi đã dành dặng tặng hai bản album đầu tiên của mình cho những người phụ nữ. Bà chứng minh cho quyết định của mình rằng "Trên khắp thế giới, sự phân biệt đối xử tiêu cực đang được áp dụng đối với phụ nữ, điều này là không còn phù hợp với thế kỷ mà chúng ta đang sống. Tôi muốn nhấn mạnh rằng những phước lành của nền văn minh nên dành cho mọi giới tính. Điều này đang thực sự khó khăn để giải thích quan điểm của phụ nữ cho đàn ông." Nhắc đến con trai mình, bà nói rằng "Bản thân tôi không dành cho con trai mình những đặc quyền mà gia đình dành cho con trai. Thằng bé lớn lên giữa những người phụ nữ thành đạt, thể hiện tiếng nói trong đời sống xã hội".

## Thu âm
- Mânâ (Ada Müzik, 1997)[14]
- İzhar (A.K. Müzik, 2007)[10]
- Knidost (Ada Müzik, 2016)[16]